# Sikendé
Sikendé est une localité située dans le département de Kaïn de la province du Yatenga dans la région Nord au Burkina Faso. 

## Santé et éducation
Le centre de soins le plus proche de Sikendé est le centre de santé et de promotion sociale (CSPS) de Kaïn tandis que le centre hospitalier régional (CHR) se trouve à Ouahigouya.
Le village ne possède pas d'école primaire.